# Cyclemys enigmatica
Espèce
Cyclemys enigmatica est une espèce de tortues de la famille des Geoemydidae.

## Répartition

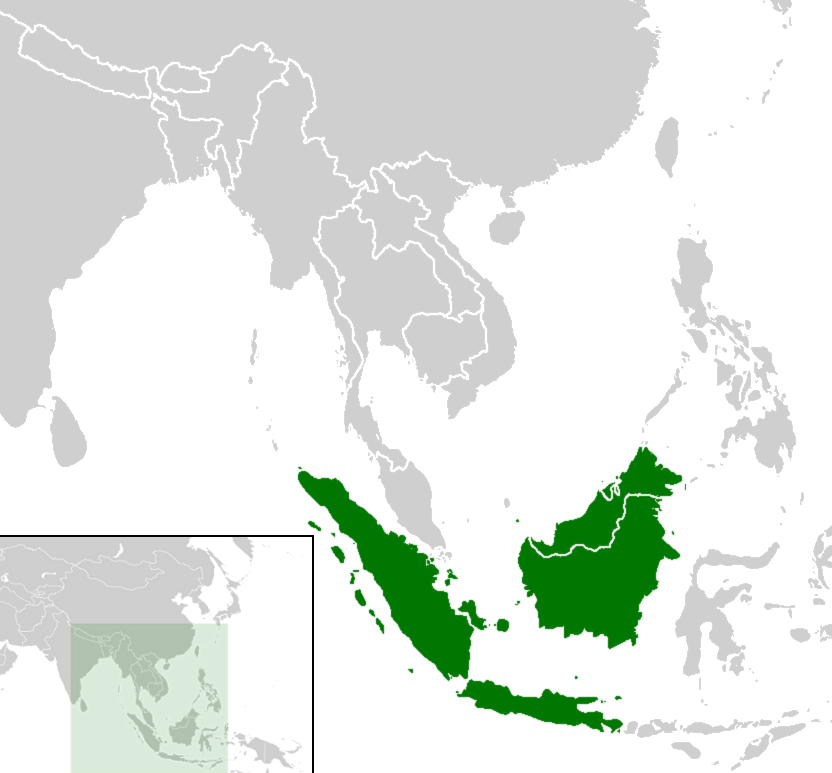
Distribution

Cette espèce se rencontre en Indonésie à Sumatra, à Java et au Kalimantan, en Malaisie et à Singapour.
Sa présence au Brunei est incertaine.

## Publication originale
- Fritz, Guicking, Auer, Sommer, Wink & Hundsdörfer, 2008 : Diversity of the Southeast Asian leaf turtle genus Cyclemys: how many leaves on its tree of life? Zoologica Scripta, vol. 37, p. 367-390 (texte intégral).